# Lord-lieutenant de Sligo
Ceci est une liste de personnes qui ont servi comme Lord Lieutenant de Sligo. L'office a été créé le 23 août 1831. Les nominations au poste se sont terminées par la création de l'État libre d'Irlande en 1922.
- Sir Francis Knox-Gore, 1er baronnet : 5 décembre 1831 – décembre 1868
- Sir Robert Gore-Booth, 4e baronnet : 18 décembre 1868  – 21 décembre 1876
- Edward Henry Cooper : 10 mars 1877 – 26 février 1902
- Charles Kean O'Hara : 27 mai 1902 – 1922